# Nacho Vegas
Ignacio González Vegas (Gijón, Asturias, 9 de diciembre de 1974), más conocido como Nacho Vegas, cantautor español que estilísticamente oscila entre la música folk y el rock. Suele cantar en solitario o con el grupo La Cuarta Trama Asturiana.

## Carrera musical
Hijo de una profesora, y de un trabajador industrial y político. Nacho Vegas comenzó estudios de Filología Inglesa en la Universidad de Oviedo aunque no llegó a acabar. Después empezó Filología Hispánica, donde descubrió que Lingüística era su parte preferida. Tras sus primeras grabaciones bajo el nombre de "The Fantastics" en su época como bachiller en el Instituto Calderón de la Barca, formó parte de la primera hornada de la edad del indie español, de la mano de Eliminator Jr., banda local de influencias noise donde empezó a tocar en 1990. Nacho llegaría a la banda tras su formación, y grabaría con ellos el disco "Chandal", publicado en 1994 por Elefant Records. También fue miembro fundador de Manta Ray, formación que alcanzó reputación internacional a nivel de crítica gracias a un personal sonido y a su sólida puesta en escena, cabe aclarar que en esta banda tocaba la batería su hermano Xabel Vegas, quien continuó con la mencionada formación (tras la salida de Nacho) hasta 2008, año en que la banda se separa.

### Carrera en solitario
A finales de la década de los noventa, Vegas abandonó el grupo para desarrollar una carrera en solitario que, por el momento, ha dado lugar a nueve álbumes bajo su sello y multitud de cortes repartidos en recopilatorios, discos de colaboración, split-singles, mini-CD e incluso bandas sonoras como Verdá o consecuencia para la televisión asturiana. Mientras intentaba abrirse hueco en el mundo de la música trabajaba poniendo copas en Asturias. El proyecto Diariu, donde unió sus partituras a los versos del poeta Ramón Lluis Bande, y el EP compartido con Irene Tremblay (Aroah) Seis canciones desde el Norte, precedieron la aparición de su primer LP en solitario, Actos inexplicables (2001). El disco logró colocarse entre lo más destacado del año para la prensa especializada (por ejemplo: Mejor disco nacional para la prestigiosa revista Rockdelux), e incluso consiguió distribución internacional a escala independiente.
Después llegarían en 2002 el EP Miedo al zumbido de los mosquitos con 3 cortes inéditos, anticipo a los 20 temas del doble CD Cajas de música difíciles de parar publicado en 2003, con los que acabó por consolidar la figura de maldito que tanto le incomoda y le acompaña desde sus inicios (de la que él mismo se jactaba en el ya nombrado EP de 2002 con la frase "4 nuevas dramáticas canciones de Nacho Vegas") y de la que parece estar consiguiendo desprenderse con el paso del tiempo.
Ese mismo año y siguiendo con su acelerado ritmo creativo publicaría de nuevo otro extenso EP titulado Canciones desde palacio.
Los siguientes trabajos bajo su nombre fueron: en 2005 el sencillo El hombre que casi conoció a Michi Panero (con 3 temas inéditos) con eleoclip de su carrera, el LP Desaparezca aquí (frase recurrente de uno de sus escritores preferidos Bret Easton Ellis), y el EP en vinilo Esto no es una salida (frase que sale al final de la película de American Psycho como This is not an exit, dirigida por Mary Harron y adaptación de la novela de Bret Easton Ellis ), al que acompañaban el texto de un relato inédito hasta la fecha y el mismo audio en formato CD.

### 2006 - 2010:El tiempo de las cerezas, Verano fatal, El manifiesto desastre.
En 2006 el doble CD El tiempo de las cerezas, disco que comparte con el aragonés Enrique Bunbury excantante de Héroes del Silencio y que le llevó a pisar por primera vez tierras aztecas, y en 2007 el mini-CD Verano fatal en el que colabora con la cantautora Christina Rosenvinge. En el disco se incluyen canciones escritas por ambos como la homónima "Verano fatal", "Humo", y "Me he perdido", otras escritas por Rosenvinge como "No lloro por ti", "Ayer te vi" y "No pierdes lo que das" y una más escrita por Vegas "Que nos parta un rayo" parafraseando en el título un disco anterior de Rosenvinge "Que me parta un rayo". A la publicación sigue una gira durante el 2007-08. 
Durante buena parte del año 2008 Nacho se sumergió, junto a Xel Pereda en Lucas 15, un proyecto de música folk asturiana pasada por el filtro del rock. El grupo está formado por varios músicos asturianos de gran nivel, entre los que destacan el propio Nacho Vegas que canta 9 de los 11 temas del álbum, y sobre todo Xel Pereda, músico proveniente del folk y principal artífice de este proyecto de adaptación del cancionero popular asturiano en clave de rock, y del que últimamente Nacho no ha prescindido en ninguno de sus proyectos, ni siquiera en los compartidos donde la banda resultante ha resultado ser principalmente una mixtura de músicos de sus correspondientes figuras mediáticas y creativas.
El 1 de diciembre de 2008 Nacho Vegas publicó "El manifiesto desastre", un long play con 11 temas grabados (más una canción extra) entre los meses de julio y agosto de ese mismo año de la mano del productor musical Paco Loco. En 2009 comenzó una nueva gira presentando "El manifiesto desastre" que dio comienzo en Valladolid el día 23 de enero. A finales del año se editó el álbum en formato doble LP.
El 5 de octubre de 2009 salió a la venta el EP El género bobo (Limbo Starr), que contenía cinco canciones inéditas y que contó con el diseño del pintor Luis Díez. Además, ha colaborado puntualmente con distintos medios impresos, como Ladinamo, El Mundo, Les Noticies o GQ y participó con un relato en el libro 'Canciones contadas' (Editorial km. 1, 2001).

### 2010 en adelante

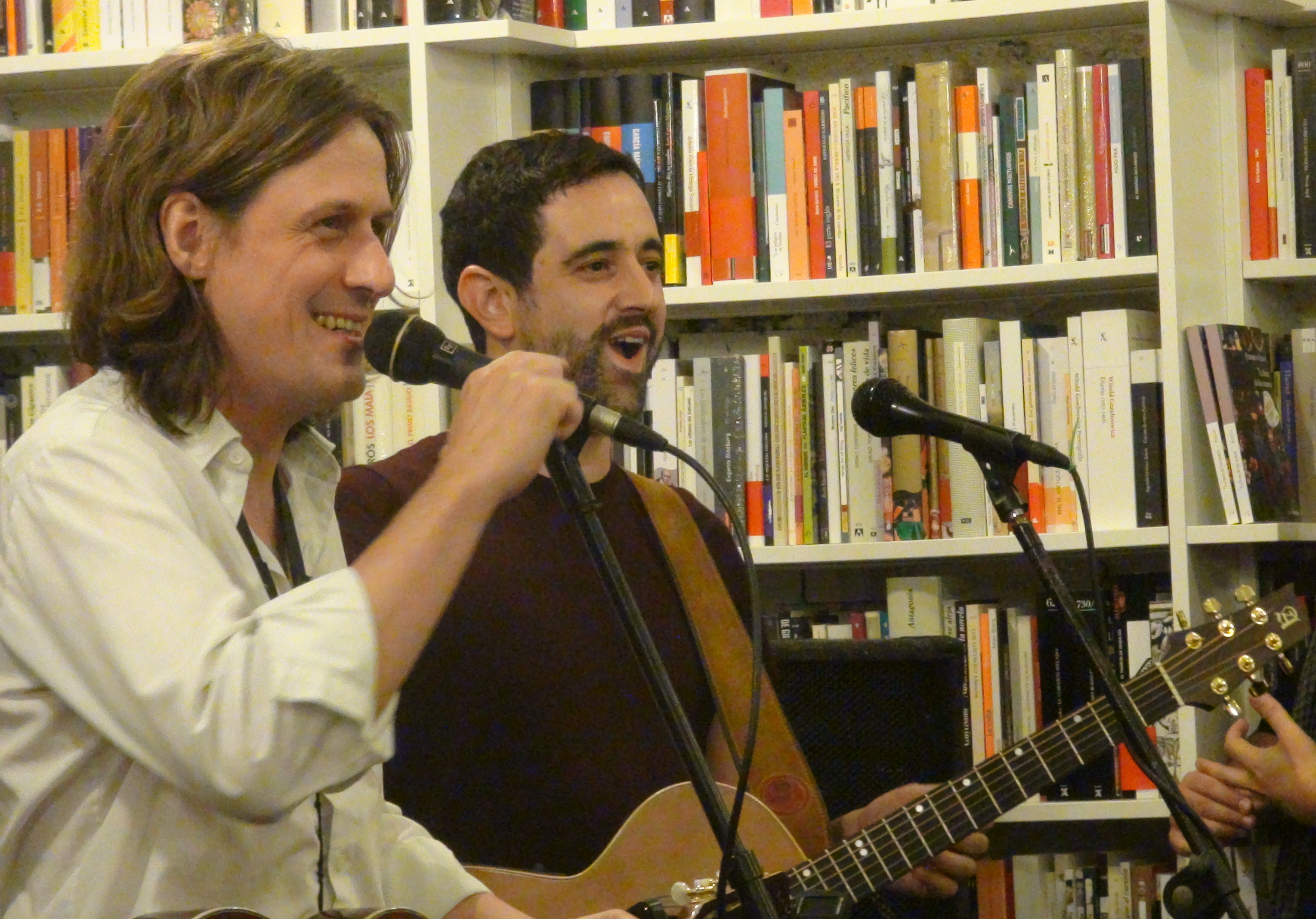
Nacho Vegas y Roberto Herreros en la presentación del libro de Belén Gopegui "El comité de la noche. Octubre 2014

En octubre de 2010 anunció el cese de su relación con la discográfica Limbostarr, para enrolarse en su propio sello discográfico: Marxophone. Dando a conocer también la fecha de lanzamiento de su próximo LP cuyo título es: "La zona sucia" y fue editado en febrero de 2011 con licencia copyleft.
En febrero de 2011 se publica La zona sucia. Un LP con 10 temas de los que se desprendió el sencillo "La gran broma final", que se estrenó en una versión acústica el 16 de enero de 2010 vía Youtube. Este disco se convirtió en uno de los más exitosos y mejor recibidos de su carrera por la campaña publicitaria y la gira internacional que lo acompañó, en la que Nacho Vegas recorrió España y México. Más tarde Nacho Vegas presentó este álbum en acústico en la cadena de radio española Radio 3.
El 26 de octubre de 2011 editó el EP Cómo hacer crac. Un disco de corta duración conteniendo sobre todo temas de corte político y muy personal como "Cómo hacer crac", "Dos bandos" o "La fiesta". A este EP le siguió también una gira internacional en la que pisó nuevamente el continente americano, incluyendo México y Argentina.
El 8 de abril de 2014, Nacho Vegas sacó a la venta su álbum titulado Resituación. Este último LP fue grabado a finales de 2013 bajo el sello discográfico Marxophone cuenta con 11 temas donde propone nuevas vías de movilización de la población ante la actual situación de crisis. Además cuenta con la participación de Abraham Boba y los nuevos músicos que se han unido al cantante en la grabación de este último trabajo Joseba Irazoki, Manu Molina y Luis Rodríguez. En este disco encontramos temas como "Actores poco memorables", "Un día usted morirá" "RunRun" o "Libertariana song" canciones con una gran variedad melódica.
En abril de 2018, Nacho Vegas anunció oficialmente el lanzamiento de su nuevo disco Violética, que fue lanzado el 15 de junio del mismo año y confirmó las primeras fechas de su gira de conciertos por España para el mes de junio.
En febrero de 2022 publica Mundos inmóviles derrumbándose con el nuevo sello Oso polita records. En él se incluyen los singles "El don de la ternura" y "Big crunch".

## Estilo e influencias

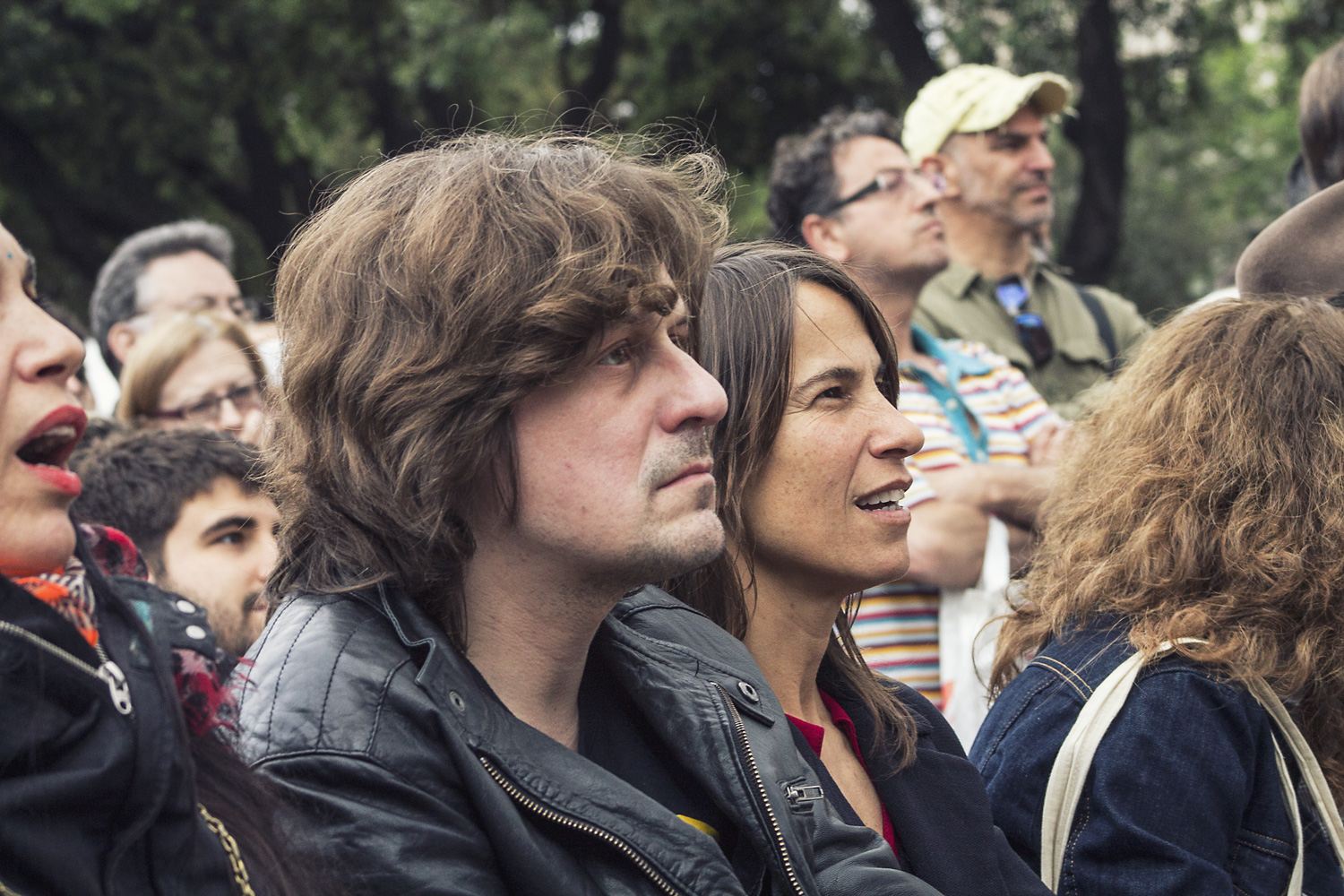
A la plaça! Guanyem Barcelona

Como cantautor, se reconocen en Nacho Vegas las influencias de Will Oldham, Nick Cave, Leonard Cohen, Nick Drake, Bob Dylan, Tom Waits y Townes Van Zandt, entre otros. Explora las maneras intimistas de cantautor en su música, intensa pero huidiza; sus textos tienen un fuerte carácter autobiográfico, autorreferencial, es de algún modo postmodernista en cuanto a que recurre a referencias de discursos o elementos de otros músicos, cineastas, escritores. Si bien en el mayor cuerpo de sus temas canta a lugares, situaciones, personas y personajes existentes o inspirados en gente concreta, leyendas urbanas transformadas, etc.
Al aspecto roquero incorpora matices minimalistas, que pueden aproximarse tanto a la obra de Pascal Comelade como a los arreglos de Mastretta. La música de Vegas también recuerda a figuras del indie español como Fernando Alfaro –Chucho– e incluso por momentos, los más ruidistas, a Los Planetas. Su estilo es identificable con cantautores de rock y folk tanto moderno como añejo, desde Violeta Parra (otra de sus grandes influencias acreditadas) a Christina Rosenvinge o Albert Pla, con quienes ha llegado a colaborar.

## Activismo
Se ha caracterizado como un músico simpatizante de las causas ciudadanas como su apoyo a la Plataforma de Afectados por la Hipoteca.
En el año 2017 se presentó a la lista de Anticapitalistas para la II Asamblea Ciudadana Estatal de Podemos.
Desde 2019 es militante de Anticapitalistas y compagina su faceta artística con su compromiso activista.

## Discografía

### En solitario
- Actos inexplicables - (Limbo Starr 2001)
- Cajas de música difíciles de parar - (Limbo Starr 2003)
- Desaparezca aquí - (Limbo Starr 2005)
- El manifiesto desastre - (Limbo Starr 2008)
- La zona sucia - (Marxophone 2011)
- Resituación - (Marxophone 2014)
- Violética - (Marxophone 2018)
- Oro, salitre y carbón - (Oso Polita, 2020)
- Mundos inmóviles derrumbándose - (Oso Polita Records, 2022)

### Colaboraciones
- Seis canciones desde el norte con Irene Tremblay (Aroah) - (Limbo Starr 2001)
- El tiempo de las cerezas (con Enrique Bunbury) - (EMI 2006)
- Verano fatal (con Christina Rosenvinge) - (Limbo Starr 2007)

### EP y Single
- Diariu (Musicalización de poemas de Ramón Luis Bande) - (Astro 1997)
- Verdá o Consecuencia (Música para la película con el mismo nombre) - (Astro 1997)
- Diariu II (Musicalización de poemas de Ramón Luis Bande) - (Acuarela 1999)
- Miedo al zumbido de los mosquitos - (Limbo Starr 2002)
- Canciones desde palacio- (Limbo Starr 2003)
- El hombre que casi conoció a Michi Panero (Single) - (Limbo Starr 2005)
- Esto no es una salida (vinilo) - (Limbo Starr 2005)
- El género bobo - (Limbo Starr 2009)
- Cómo hacer crac - (Marxophone 2011)
- Actores poco memorables -
- Canciones Populistas (Marxophone)

### Recopilatorios
- Canciones Inexplicables (2001-2005) (México) - (EMI 2007)
- Canciones Inexplicables (2001-2007) Edición extendida (España) - (Limbo Starr 2008)
- Los hermanos pequeños (2001-2009) - (Limbo Starr 2011)
- Oro, salitre y carbón. Diez años de marxophonismo, 2011-2020 - (Oso Polita 2020)

### Como Lucas 15
- Lucas 15 (con Xel Pereda) - (Lloria Discos 2008)

### Con Manta Ray
- Escuezme! (EP) - (Subterfuge 1994)
- Last crumbs of love (EP) - (Subterfuge 1995)
- Manta Ray - (Subterfuge 1995)
- Diminuto Cielo (con Corcobado) - (Astro 1997)
- La última Historia De Seducción (con Diabologum) (Astro - Ovni 1997)
- Pequeñas Puertas Que Se Abren Y Pequeñas Puertas Que Se Cierran - (Astro 1998)
- Score, Un Concierto De Manta Ray (álbum grabado en directo, Teatro Jovellanos de Gijón, noviembre de 1998)- (Astro-Sinedín 1999)

### Con Eliminator Jr
- Eliminator Jr EP - (Subterfuge 1993)
- Chándal LP/CD - (Elefant 1994)
- Goma 7" (Elefant 1996)

### DVD
- Liceu BCN 30 de noviembre de 2006 (EMI 2007)
- "El fulgor". Una película de Ramón Lluís Bande. (Rockdelux, 2012)

## Bootlegs
Como en el caso de otros muchos artistas es posible encontrar numerosos bootlegs (grabaciones no oficiales de recitales) a través de la red, recogiendo recitales suyos desde el año 2001. Si bien la mayoría de las grabaciones están hechas con grabadores de escasa calidad incluso con teléfonos móviles, sobre todo los vídeos de sus conciertos. Los de mejor calidad sonora son grabaciones del audio de actuaciones para programas de radio y televisión tanto de España como de México.
Estos son algunos de los bootlegs que se pueden encontrar en internet (selección aleatoria de algunos de los muchos que hay teniendo en cuenta criterios de calidad de sonido):
- Live La Guinguette, París (16/12/2001)
- En Algún Lugar Oculto En... Reactor (14/11/2006) con Enrique Bunbury en México en un programa de radio con entrevistas
- Palacio de los deportes, Granada (25/01/2003)
- Estudio Música 1, Madrid (28/9/2006) para televisión
- Gallery Art & Food, Gijón (14/07/2007)
- Presentación Lucas 15 (30-04-2008) actuación para Radio3 en España
- Los Conciertos de Radio 3 (11/2/2008) con Christina Rosenvinge
- Las Noches del Lunario (19 y 20/09/2009) que recoge 2 recitales en México

## Libros
- Relato El abrigo de Isabel en Canciones contadas. Km1 (2001)
- Política de hechos consumados. Palmar Baert (2004), Limbo Starr (2006) y Limbo Starr (2009)
- Prólogo en "Guía" de Dennis Cooper. Acuarela Libros (2006)
- Prólogo en "Pink Moon, Nick Drake. Canciones" de Gorm Henrik Rasmussen. Contra (2012)
- Prólogo en "Indies, hipsters y gafapastas. Crónica de una dominación cultural" de Víctor Lenore. Capitán Swing (2014)
- Prólogo en "FENIX" de Alicia Rodríguez. 66 RPM Edicions (2016)
- Fragmento del poema Ocho y medio en Gente de Nod, KRK Ediciones, fotografías de Alejandro Nafría, selección de Emma Cabal (2016)
- Reanudación de las hostilidades. Espasa Libros (2017).